# Impossible Pictures
Impossible Pictures Ltd. est une société de production télévisuelle britannique, elle a été fondée en 2002 par Tim Haines, créateur de Sur la terre des dinosaures, réalisé en 1999 et produit par la BBC.
Au fil des années, Impossible Pictures Ltd. est passé des séries documentaires complètes (Sur la terre des dinosaures, Sur la terre des géants…), aux  docufictions (Prehistoric Park), et enfin aux séries de science-fiction complets, tout en gardant des éléments propres aux documentaires (Nick Cutter et les Portes du temps).

## Filmographie
Avec la BBC
- 1999 : Sur la terre des dinosaures
- 2000 : L'Incroyable Aventure de Big Al
- 2001 : Sur la terre des monstres disparus

En tant que compagnie indépendante
- 2002-2003 : Sur la trace des dinosaures
- 2003 : Les monstres du fond des mers
- 2005 : Sur la terre des géants
- 2006 : Prehistoric Park
- 2007-2011 : Nick Cutter et les Portes du temps
- 2011 : La Marche des Dinosaures

## Récompenses
BAFTA
- 1999 : Sur la terre des dinosaures : Meilleur programme innovant et meilleure musique originale[1].
- 2001 : Sur la terre des monstres disparus

Emmy Award
- 1999 : Sur la terre des dinosaures : Emmy du meilleur programme d'animation.
- 2000 : L'Incroyable Aventure de Big Al : Emmy du meilleur programme d'animation.
- 2001 : Sur la terre des monstres disparus : Emmy du meilleur programme d'animation.

RTS
- 1999 : Sur la terre des dinosaures : Meilleur travail d'équipe.